# Max Bastelberger
Maximilian Joseph Bastelberger (né le 19 mars 1851 à Wurtzbourg, mort le 1er janvier 1916 à Munich) est un médecin et entomologiste bavarois.

## Biographie
Max Bastelberger est le fils du quartier-maître du régiment Josef Bastelberger. Il entre dans l'armée bavaroise et participe à la guerre franco-allemande de 1870 en tant que sous-lieutenant. Il doit démissionner en 1874 à cause d'une blessure subie lors de cette guerre. Au cours de son service militaire, il écrit Les Réformes militaires de Mahmoud II, le sauveur de l'Empire ottoman, une étude historico-militaire. Il étudie ensuite la médecine et obtient son doctorat en 1879 à l'Université de Strasbourg. En 1884, il devient médecin-chef de l'hôpital psychiatrique d'Eichberg (de).
Par ailleurs, son intérêt pour les papillons se développe. Sa première publication lépidoptérologique paraît en 1897. En 1905, Bastelberger revient dans sa ville natale de Wurtzbourg et se consacre de plus en plus à l'étude de l'entomologie. Sa liste de publications comprend 52 travaux scientifiques, principalement sur la famille des Geometridae. Il décrit 351 nouveaux taxons, en particulier des espèces et des genres de Taïwan et d'Afrique. La seule espèce encore valable en Allemagne, décrite par lui en 1897, est Cyclophora quercimontaria (sv). Il fait don d'une grande partie de sa collection au muséum Senckenberg de Francfort-sur-le-Main. Une petite partie de sa collection de papillons ainsi que sa bibliothèque et ses notes vont un peu plus tard à la Zoologische Staatssammlung München.

## Publications
- Die militärischen Reformen unter Mahmud II., dem Retter des osmanischen Reiches, eine militärhistorische Studie, Gotha, F. A. Perthes, 1874.
- « Beschreibung neuer und Besprechung weniger bekannter Geometriden aus meiner Sammlung », dans Entomologische Zeitschrift, 1905, vol. 19, no 14, 1er supplément, p. 77.
- « Neue afrikanische Geometriden aus meiner Sammlung », dans Internationale Entomologische Zeitschrift, 1907, vol. 1, no 109, p. 119–120, 135–136, 157 et 167–168.
- « Weitre Neubeschreibungen exotischer Geometriden in meiner Sammlung », dans Jahrbücher des Nassauischen Vereins für Naturkunde, 1908, no 61, p. 78-87.
- « Besprechung und Beschreibung einiger neuer oder sonst interessanter Arten von exotischen Geometriden im Naturhistorischen Museum zu Wiesbaden » , dans Jahrbücher des Nassauischen Vereins für Naturkunde, 1908, no 61, p. 72-77.
- « Beschreibung neuer exotischer Geometriden aus meiner Sammlung », dans Entomologische Zeitschrift, 1908, no 22, p. 158-159.

## Espèces nommées d'après Max Bastelberger
De son vivant, ses collègues l'honorent en nommant une nouvelle espèce :
- Alcis bastelbergeri (en) : Hans Hirschke (en), 1908 ;
- Entephria bastelbergeri (sv) : Rudolf Püngeler (de), 1902 ;
- Dysphania bastelbergeri (sv) : Louis Beethoven Prout, 1927 ;
- Eupithecia bastelbergeri (en) : Hermann Dietze (de), 1913 ;
- Zamarada bastelbergeri (sv) : Max Gaede (en), 1915.